# Coppa America maschile di pallavolo
La Coppa America maschile di pallavolo è una competizione pallavolistica organizzata dalla dalla CSV a partire dal 2025: si svolge con cadenza annuale e vi partecipano le nazionali sudamericane.

## Edizioni
| Edizione      | Edizione      | Podio    | Podio     | Podio     |
| Anno          | Organizzatore | Campione | Seconda   | Terza     |
| ------------- | ------------- | -------- | --------- | --------- |
| 2025 Dettagli | Brasile       | Brasile  | Argentina | Venezuela |

## Medagliere
| Pos. | Squadra   | 1º posto | 2º posto | 3º posto | Totale |
| ---- | --------- | -------- | -------- | -------- | ------ |
| 1    | Brasile   | 1        | 0        | 0        | 1      |
| 2    | Argentina | 0        | 1        | 0        | 1      |
| 3    | Venezuela | 0        | 0        | 1        | 1      |